# Luče (gmina Luče)
Luče – wieś w Słowenii, siedziba gminy Luče. W 2018 roku liczyła 387 mieszkańców.